# Fabrice Ondoa
Joseph Fabrice Ondoa Ebogo (Yaundé, 24 de diciembre de 1995) es un futbolista camerunés que juega como guardameta en el F. K. RFS de la Virslīga.
Es primo del también futbolista André Onana, jugador del Manchester United.

## Trayectoria

### Inicios
Ondoa empezó a jugar al fútbol en 2006, cuando entró a la Fundación Samuel Eto'o, una escuela de fútbol de Yaundé financiada por el reputado futbolista camerunés Samuel Eto'o. Comenzó jugando en los equipos alevines e infantiles. Con estos equipos disputó varios torneos en España, ganando los disputados en Lanzarote e Irún.
En el año 2009 firma por el F. C. Barcelona, comenzando en la etapa cadete. En esta categoría permanece dos años y ganó varios torneos, entre ellos la Nike Premier Cup. Ondoa destacó principalmente en las finales del Campeonato de Catalunya y del torneo MIC-Mediterranean International Cup, en las que detuvo varios penaltis en las tandas finales. Posteriormente ascendió a la categoría juvenil, dónde dirigido por Jordi Vinyals también levantó varios títulos como la Liga Juvenil y el Campeonato de Catalunya juvenil. En abril de 2014, se proclamó campeón de la primera edición de la Liga Juvenil de la UEFA al derrotar al Benfica por 0-3 y Ondoa fue incluido en el once ideal del torneo.

### F. C. Barcelona "B"
En la temporada 2014-15 firma como futbolista profesional con el Barça B, que compite en la Segunda División, tras la salida de Miguel Bañuz y Jordi Masip.  Meses antes había acordado un contrato con la entidad barcelonesa hasta 2017. A pesar de conseguir la titularidad con su selección, Ondoa no consigue minutos en el filial azulgrana y su contrato es rescindido el 7 de enero de 2016.

### Nàstic de Tarragona y cesión al Sevilla Atlético
En enero de 2016, firma con el Club Gimnàstic de Tarragona, que se encontraba disputando la Liga Adelante, firmando un contrato hasta junio de 2019. Tras finalizar la temporada, fue cedido al Sevilla Atlético con opción de compra.

### Sevilla Atlético
En mayo de 2017 a pesar de haber jugado solo un partido, en el que fue expulsado, el Sevilla hace efectiva la opción de compra con un contrato hasta 2020. Volveríaa a repetir bajo palos 9 partidos después en la derrota del equipo ante el Real Oviedo por 1 a 0.
En enero de 2018 viaja con el primer equipo para el partido contra el Alavés aunque termina por no ser convocado. Jugó un total de 5 encuentros oficiales con el filial sevillista en dos temporadas.

### Experiencias por Europa
En junio de 2018 fichó por el K. V. Oostende por cuatro temporadas. En diciembre de 2020 fue despedido por organizar una fiesta clandestina en plena pandemia del COVID-19.
Tras dos meses sin equipo, en febrero de 2021 se comprometió con el N. K. Istra 1961 hasta final de temporada con la posibilidad de extender su vinculación en el club más allá del mes de junio. No prolongó su contrato y en marzo del año siguiente se fue a Letonia para jugar en el F. K. Auda. Se marchó en julio de 2023 tras llegar a un acuerdo para rescindir su contrato. Entonces siguió su carrera en Francia después de fichar por el Nîmes Olympique en septiembre.
A mediados de 2024 regresó a Letonia tras incorporarse al F. K. RFS.

## Selección nacional
Ondoa ha sido internacional sub-20 con Camerún. A finales de 2012 fue convocado con la selección absoluta de Camerún y participó en varios entrenamientos.
Debutó con la selección absoluta el 6 de septiembre de 2014, en un partido de clasificación de la Copa África 2015, resultando en victoria para el conjunto camerunés por 0-2 ante República Democrática del Congo. Ondoa, junto a su compañero en el filial azulgrana Frank Bagnack, fue incluido en la lista de 23 futbolistas de su país para disputar la Copa Africana de Naciones 2015, disputada en Guinea Ecuatorial.
Volvió a ser convocado para la Copa Africana de Naciones 2017, y jugó como portero titular, a pesar de estar 5 temporadas sin jugar ningún solo partido en los diferentes equipos en los que militó.Finalmente su selección se haría con el título.
| Competencia                    | Sede              | Resultado        | Partidos |
| ------------------------------ | ----------------- | ---------------- | -------- |
| Copa Africana de Naciones 2015 | Guinea Ecuatorial | Primera fase     | 3        |
| Copa Africana de Naciones 2017 | Gabón             | Campeón          | 6        |
| Copa Africana de Naciones 2019 | Egipto            | Octavos de final | 0        |
| Copa Africana de Naciones 2023 | Costa de Marfil   | Octavos de final | 3        |

## Clubes
| Club                            | Temporada     | Liga  | Liga  | Copa nacional | Copa nacional | Internacional | Internacional | Total | Total |
| Club                            | Temporada     | Part. | Goles | Part.         | Goles         | Part.         | Goles         | Part. | Goles |
| ------------------------------- | ------------- | ----- | ----- | ------------- | ------------- | ------------- | ------------- | ----- | ----- |
| F. C. Barcelona "B" · España    | 2014-15       | 0     | 0     | —             | —             | —             | —             | 0     | 0     |
| F. C. Barcelona "B" · España    | 2015-16       | 0     | 0     | —             | —             | —             | —             | 0     | 0     |
| F. C. Barcelona "B" · España    | Total club    | 0     | 0     | —             | —             | —             | —             | 0     | 0     |
| Gimnàstic de Tarragona · España | 2015-16       | 0     | 0     | —             | —             | —             | —             | 0     | 0     |
| Gimnàstic de Tarragona · España | Total club    | 0     | 0     | —             | —             | —             | —             | 0     | 0     |
| C. F. Pobla de Mafumet · España | 2015-16       | 5     | 0     | —             | —             | —             | —             | 5     | 0     |
| C. F. Pobla de Mafumet · España | Total club    | 5     | 0     | —             | —             | —             | —             | 5     | 0     |
| Sevilla Atlético · España       | 2016-17       | 2     | 0     | —             | —             | —             | —             | 2     | 0     |
| Sevilla Atlético · España       | 2017-18       | 3     | 0     | —             | —             | —             | —             | 3     | 0     |
| Sevilla Atlético · España       | Total club    | 5     | 0     | —             | —             | —             | —             | 5     | 0     |
| K. V. Oostende · Bélgica        | 2018-19       | 23    | 0     | 0             | 0             | —             | —             | 23    | 0     |
| K. V. Oostende · Bélgica        | 2019-20       | 5     | 0     | 2             | 0             | —             | —             | 7     | 0     |
| K. V. Oostende · Bélgica        | 2020-21       | 0     | 0     | 0             | 0             | —             | —             | 0     | 0     |
| K. V. Oostende · Bélgica        | Total club    | 28    | 0     | 2             | 0             | —             | —             | 30    | 0     |
| N. K. Istra 1961 · Croacia      | 2020-21       | 0     | 0     | 1             | 0             | —             | —             | 1     | 0     |
| N. K. Istra 1961 · Croacia      | Total club    | 0     | 0     | 1             | 0             | —             | —             | 1     | 0     |
| F. K. Auda Letonia              | 2022          | 30    | 0     | 4             | 0             | ―             | ―             | 34    | 0     |
| F. K. Auda Letonia              | 2023          | 12    | 0     | 0             | 0             | ―             | ―             | 12    | 0     |
| F. K. Auda Letonia              | Total club    | 42    | 0     | 4             | 0             | —             | —             | 46    | 0     |
| Nîmes Olympique Francia         | 2023-24       | 3     | 0     | 2             | 0             | ―             | ―             | 5     | 0     |
| Nîmes Olympique Francia         | Total club    | 3     | 0     | 2             | 0             | ―             | ―             | 5     | 0     |
| F. K. RFS Letonia               | 2024          | 12    | 0     | 1             | 0             | 14            | 0             | 27    | 0     |
| F. K. RFS Letonia               | 2025          | 8     | 0     | 1             | 0             | 2             | 0             | 11    | 0     |
| F. K. RFS Letonia               | Total club    | 20    | 0     | 2             | 0             | 16            | 0             | 38    | 0     |
| Total carrera                   | Total carrera | 103   | 0     | 11            | 0             | 16            | 0             | 130   | 0     |

## Palmarés

### Campeonatos nacionales
| Título                    | Club                        | País    | Año  |
| ------------------------- | --------------------------- | ------- | ---- |
| División de Honor Juvenil | F. C. Barcelona Juvenil "A" | España  | 2014 |
| Copa de Letonia           | F. K. Auda                  | Letonia | 2022 |
| Copa de Letonia           | F. K. RFS                   | Letonia | 2024 |
| Virslīga                  | F. K. RFS                   | Letonia | 2024 |

### Campeonatos internacionales
| Título                  | Club (*)                    | Sede  | Año  |
| ----------------------- | --------------------------- | ----- | ---- |
| Liga Juvenil de la UEFA | F. C. Barcelona Juvenil "A" | Suiza | 2014 |
| Copa África             | Selección de Camerún        | Gabón | 2017 |

(*) Incluyendo la selección.